# Tegerfelden
Tegerfelden – gmina (niem. Einwohnergemeinde) w Szwajcarii, w kantonie Argowia, w okręgu Zurzach. Liczy 1 202 mieszkańców (31 grudnia 2020). 
Przez gminę przebiega droga główna nr 17.